# 第15回ジャパンボウル
第15回ジャパンボウルは1990年1月14日、横浜スタジアムで行われたカレッジフットボールのオールスター東西対抗戦。東軍と西軍にはそれぞれ33人が選ばれた。マイカルがスポンサーを務めた。東軍が24-10で2年連続5回目の勝利をあげた。

## 試合経過
全米トップのシーズン1,793ヤードを獲得したインディアナ大学のRBアンソニー・トンプソン、シーズン2位のランを見せたカリフォルニア州立大学フラトン校のマイク・プリングルが出場した。
東軍が先制TDをあげた後、西軍は7-10と逆転したが、第2Qにアンソニー・トンプソンが逆転のTDランをあげた。トンプソンはさらにTDをあげる活躍を見せた。西軍はミスを連発し、東軍が24-10で小利した。MVPにはトンプソン、最優秀攻撃選手にルイジアナ州立大学のトニー・モス(Tony Moss)、最優秀守備選手にフロリダ州立大学のリロイ・バトラーが選ばれた。
東軍のトンプソンはジャパンボウルタイ記録となる3つめのタッチダウンを狙ったが西軍守備陣にゴール前でタックルされ記録達成はならなかった。